# Ulica Oboźna w Krakowie
Ulica Oboźna – ulica w Krakowie, w dzielnicy V Krowodrza, w Krowodrzy.
Łączy ulicę Składową z ulicą Wrocławską i ul. Wójtowską. Jest jednojezdniowa.

## Historia
Ulica została w obecnym kształcie wytyczona w latach pięćdziesiątych XIX wieku jako droga rokadowa prowadząca do jednego z szańców Twierdzy Kraków. W czasie powstania kościuszkowskiego w okolicy ulicy działał obóz wojskowy.
W 1912 roku otrzymała nazwę ul. Miechowskiej, a w 1917 roku ulicy została nadana nazwa obecna.

## Zabudowa
Przy ulicy dominuje zabudowa wielorodzinna, stnanowią ją głównie kamienice i bloki mieszkalne powstałe w XX wieku oraz kilka budynków użyteczności publicznej.
- ul. Oboźna 13 – dom. Projektował Ludwik Paciorkowski, 1934.
- ul. Oboźna 16–20 (ul. Władysława Łokietka 20a) – willa, lata 20. XX wieku.
- ul. Oboźna 27 – dom.

Opracowano na podstawie źródła: Gminnej ewidencji zabytków – Kraków.